# Distrikt Yaguas
Der Distrikt Yaguas liegt in der Provinz Putumayo in der Region Loreto im äußersten Nordosten von Peru. Der Distrikt wurde am 10. April 2014 aus Teilen des Distrikts Putumayo gebildet. Am 5. Mai 2014 wurde der Distrikt Yaguas aus der Provinz Maynas ausgegliedert und der neu gegründeten Provinz Putumayo zugeschlagen. Die Distriktfläche beträgt 17.927 km². Beim Zensus 2017 wurden 1452 Einwohner gezählt. Die Distriktverwaltung befindet sich in der 107 m hoch gelegenen Ortschaft Remanso mit 227 Einwohnern (Stand 2017). Remanso befindet sich 165 km östlich der Provinzhauptstadt San Antonio del Estrecho. Zentral im Distrikt befindet sich der Nationalpark Yaguas.

## Geographische Lage
Der Distrikt Yaguas liegt im äußersten Osten der Provinz Putumayo. Der Río Putumayo, Grenzfluss zum nördlich gelegenen Kolumbien, verläuft entlang der Distrikt- und Staatsgrenze nach Osten. Dessen rechte Nebenflüsse Quebrada Mutún, Río Yaguas (im Oberlauf Río Yahuillo) und Río Cotuhe durchqueren den Distrikt in östlicher Richtung.
Der Distrikt Yaguas grenzt im Norden und im Osten an Kolumbien, im Süden an die Distrikte Ramón Castilla, San Pablo und Pebas (alle drei in der Provinz Mariscal Ramón Castilla) sowie im Westen an den Distrikt Putumayo.